# Tournoi à élimination directe

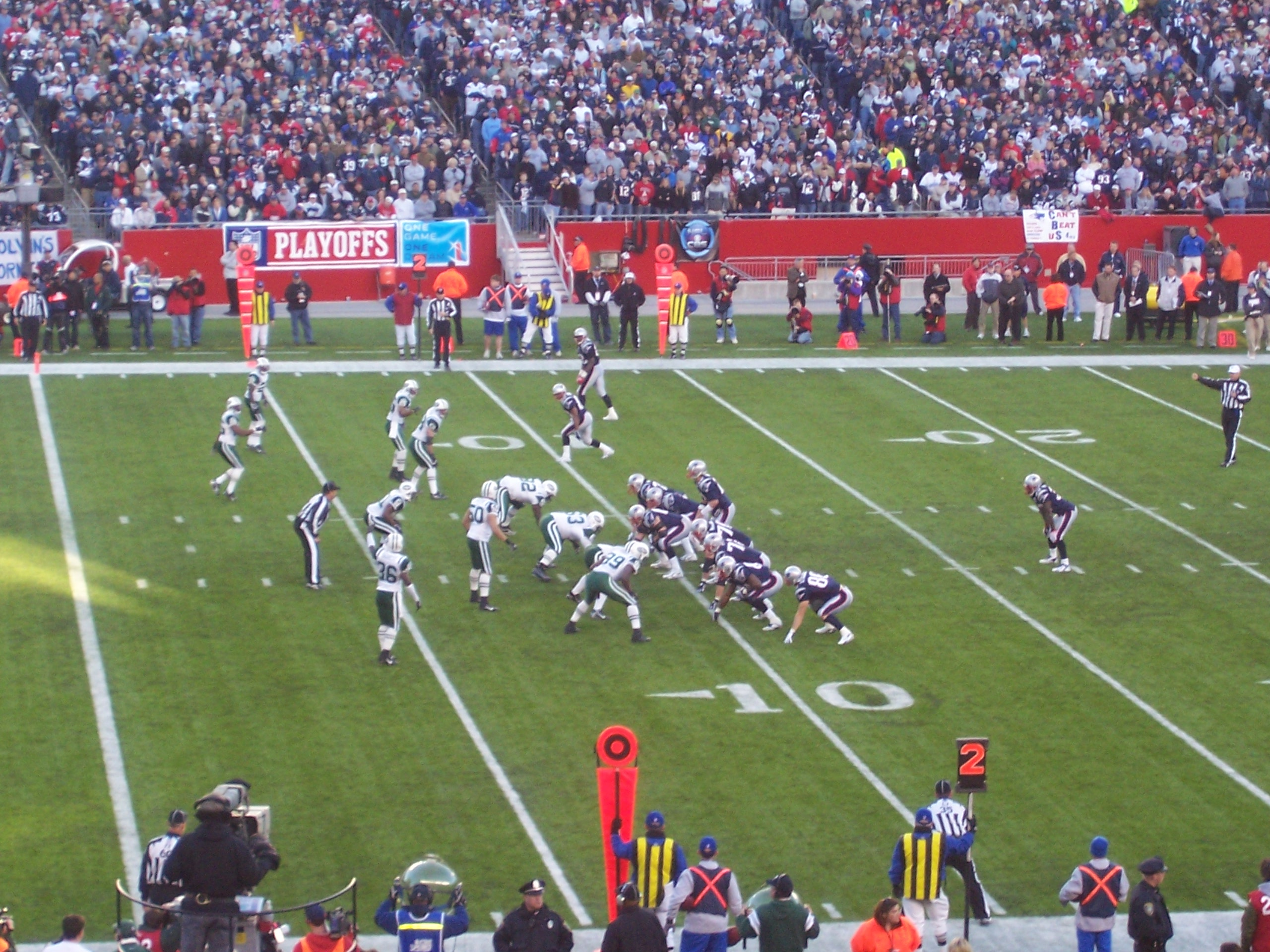
La première attaque des Patriots de la Nouvelle-Angleterre contre les Jets de New York dans un match de de la National Football League en 2006-07.

Un tournoi à élimination directe est un type de tournoi où le gagnant d'une partie se qualifie pour le tour suivant, tandis que le perdant est éliminé, au moins de la compétition pour la première place (victoire finale). Le perdant peut en effet rester en compétition pour d'autres places, si des matchs de « classement » sont organisés. Ainsi, dans certains tournois, des matchs additionnels ont lieu pour attribuer la troisième place, la cinquième place etc.
Une compétition peut être entièrement à élimination directe ou hybride : de nombreux tournois de type championnats du monde ou d'Europe, dans des disciplines aussi variées que le judo, le football, le rugby, le handball , etc., combinent des phases de tournoi toutes rondes (généralement le ou les premiers tours) et une phase à élimination directe (en deuxième partie de compétition). Les phases disputées en toutes rondes sont, suivant le sport, désignées par des expressions telles que « phase de groupes », « phase de poules », « tour préliminaire », « tour principal », ou encore phase de « qualification ». 

## Exemple
|  | Quarts de finale | Quarts de finale | Quarts de finale | Quarts de finale | Quarts de finale |  |  | Demi-finales | Demi-finales           | Demi-finales | Demi-finales | Demi-finales |  |  | Finales | Finales | Finales | Finales | Finales | Finales | Finales |
|  |                  |                  |                  |                  |                  |  |  |              |                        |              |              |              |  |  |         |         |         |         |         |         |         |
|  | 1                |                  |                  |                  |                  |  |  |              |                        |              |              |              |  |  |         |         |         |         |         |         |         |
|  | 8                |                  |                  |                  |                  |  |  |              |                        |              |              |              |  |  |         |         |         |         |         |         |         |
|  |                  |                  |                  |                  |                  |  |  |              |                        |              |              |              |  |  |         |         |         |         |         |         |         |
|  |                  |                  |                  |                  |                  |  |  |              |                        |              |              |              |  |  |         |         |         |         |         |         |         |
|  |                  |                  |                  |                  |                  |  |  |              |                        |              |              |              |  |  |         |         |         |         |         |         |         |
|  | 4                |                  |                  |                  |                  |  |  |              |                        |              |              |              |  |  |         |         |         |         |         |         |         |
|  |                  |                  |                  |                  |                  |  |  |              |                        |              |              |              |  |  |         |         |         |         |         |         |         |
|  | 5                |                  |                  |                  |                  |  |  |              |                        |              |              |              |  |  |         |         |         |         |         |         |         |
|  |                  |                  |                  |                  |                  |  |  |              |                        |              |              |              |  |  |         |         |         |         |         |         |         |
|  |                  |                  |                  |                  |                  |  |  |              |                        |              |              |              |  |  |         |         |         |         |         |         |         |
|  | 3                |                  |                  |                  |                  |  |  |              |                        |              |              |              |  |  |         |         |         |         |         |         |         |
|  | 6                |                  |                  |                  |                  |  |  |              |                        |              |              |              |  |  |         |         |         |         |         |         |         |
|  |                  |                  |                  |                  |                  |  |  |              |                        |              |              |              |  |  |         |         |         |         |         |         |         |
|  |                  |                  |                  |                  |                  |  |  |              |                        |              |              |              |  |  |         |         |         |         |         |         |         |
|  |                  |                  |                  |                  |                  |  |  |              | Match pour la 3e place |              |              |              |  |  |         |         |         |         |         |         |         |
|  | 2                |                  |                  |                  |                  |  |  |              |                        |              |              |              |  |  |         |         |         |         |         |         |         |
|  |                  |                  |                  |                  |                  |  |  |              |                        |              |              |              |  |  |         |         |         |         |         |         |         |
|  | 7                |                  |                  |                  |                  |  |  |              |                        |              |              |              |  |  |         |         |         |         |         |         |         |
|  |                  |                  |                  |                  |                  |  |  |              |                        |              |              |              |  |  |         |         |         |         |         |         |         |

## Déroulement du tournoi
Dans un tournoi à élimination directe, il y a des matchs tant que le vainqueur final n'a pas été désigné. À l'issue des quarts de finale il reste quatre candidats à la victoire finale, puis à l'issue des demi-finales  les deux candidats encore en lice disputent une finale qui désignera le vainqueur du tournoi. Le nombre de matchs dépend du nombre de participants. Idéalement le nombre de participants est une puissance de 2 (4, 8, 16, 32, 64, 128 etc.). Si ce n'est pas le cas, certains participants peuvent être exemptés de premier tour, voire au contraire être obligés de disputer un tour préliminaire.

## En théorie des graphes
En théorie des graphes, un tournoi à élimination directe n'est pas un tournoi, mais un arbre binaire.